# Althepus
Althepus es un género de arañas araneomorfas de la familia Ochyroceratidae. Se encuentra en Asia.

## Lista de especies
Según The World Spider Catalog 14.5:
- Althepus bako Deeleman-Reinhold, 1995 — Borneo
- Althepus biltoni Deeleman-Reinhold, 1995 — Sulawesi
- Althepus complicatus Deeleman-Reinhold, 1995 — Sumatra
- Althepus dekkingae Deeleman-Reinhold, 1995 — Java
- Althepus incognitus Brignoli, 1973 — India
- Althepus indistinctus Deeleman-Reinhold, 1995 — Borneo
- Althepus javanensis Deeleman-Reinhold, 1995 — Java
- Althepus lehi Deeleman-Reinhold, 1985 — Borneo
- Althepus leucosternus Deeleman-Reinhold, 1995 — Tailandia
- Althepus minimus Deeleman-Reinhold, 1995 — Sumatra
- Althepus noonadanae Brignoli, 1973 — Filipinas
- Althepus pictus Thorell, 1898 — Birmania
- Althepus pum Deeleman-Reinhold, 1995 — Tailandia
- Althepus stonei Deeleman-Reinhold, 1995 — Tailandia
- Althepus suhartoi Deeleman-Reinhold, 1985 — Sumatra
- Althepus tibiatus Deeleman-Reinhold, 1985 — Tailandia